# Nyetnops guarani
Nyetnops guarani (лат.) — вид мелких пауков рода Nyetnops из семейства Caponiidae. Южная Америка: Бразилия.

## Описание
Мелкие пауки, длина самцов до 3,27 мм (самки немного крупнее — до 3,46 мм). На головогруди развиты только 2 глаза. Основная окраска оранжевая (брюшко бледновато-серое). Лапки субсегментированные. Самцы с удлинёнными пальпами.
Вид Nyetnops guarani был впервые описан в 2007 году американским арахнологом Норманом Платником (Norman I. Platnick; р.1951; Американский музей естественной истории, Манхэттен, Нью-Йорк, США) и бразильским зоологом Арно Антонио Лайсом (Arno Antonio Lise, Laboratorio de Aracnologia, Faculdade de Biociencias, Pontificia Universidade Catolica do Rio Grande do Sul, Бразилия), которые выделили таксон Nyetnops guarani (имеющего только два глаза) в отдельный род Nyetnops Platnick & Lise, 2007. Видовое название N. guarani дано по имени одного из мест обнаружения (Rio Guarani).